# Operation Rolling Thunder
Operation Rolling Thunder var en amerikansk bombkampanj under Vietnamkriget. Målet med operationen var dels att förbättra moralen hos Saigonregimen i Vietnam, att övertyga Nordvietnam att upphöra med sin hjälp till FNL, att förstöra Nordvietnams transportsystem, industriella kapacitet och luftförsvar och att stoppa strömmen av trupper mellan Syd- och Nordvietnam.
Denna operation blev den mest intensiva flyg- och markstriden under kalla kriget.

## Bakgrund
Som svar på president Ngo Dinh Diems återföreningsval samt undertryckandet av kommunisterna under det sena 1950-talet, hade Hanoi börjat sända vapen och materiel till Södra Vietnams Nationella Befrielsefront, FNL-gerillan, som gjorde uppror för att störta den amerikanskstödda Saigon-regimen. För att slåss mot FNL och hjälpa regimen i söder sände USA pengar, militär och andra förnödenheter.
USA:s politik hade för en tid sin grund i deras uppfattning att Saigonregimen kunde förbättras.